# Здуни
Здуни (пољ. Zduny) град је у Пољској у Војводству великопољском. По подацима из 2012. године број становника у месту је био 4562.

## Становништво
| 2012. |
| ----- |
| 4.562 |

## Партнерски градови
- Küssnacht